# Beatha Ingabire
Beatha Ingabire, née le 27 décembre 1995 à Kayonza, dans la Province de l'Est, est une coureuse cycliste rwandaise.

## Palmarès sur route
- 2018
  -  Médaillée de bronze du championnat d'Afrique du contre-la-montre par équipes
  - 3e du championnat du Rwanda du contre-la-montre
- 2019
  -  Médaillée de bronze du championnat d'Afrique du contre-la-montre par équipes

## Classements mondiaux
| Année                                 | 2014 | 2015 | 2016 | 2017 | 2018 | 2019 |
| ------------------------------------- | ---- | ---- | ---- | ---- | ---- | ---- |
| Classement UCI                        | 370e | nc   | 387e | 295e | 321e | 755e |
|                                       |      |      |      |      |      |      |
| Légende : nc = non classéSource : UCI |      |      |      |      |      |      |